# حفره نشیمنگاهی‌مقعدی
حفره نشمنگاهی‌مقعدی (به انگلیسی: Ischioanal fossa) (که در گذشته حفرهٔ نشیمنگاهی‌راست‌روده (ischiorectal fossa) نامیده می‌شد) فضای گوه‌مانند پر از چربی است که در کنار کانال مقعد و پایین‌تر از دیافراگم لگن قرار دارد. شکل آن تا حدودی منشوری است و پایهٔ آن به سطح میان‌دوراه و راس آن در خط برخورد انسداد و فاسیای مقعدی است.